# Paradise (jeu vidéo)
Pour les articles homonymes, voir Paradise.
Paradise est un jeu vidéo d'aventure en pointer-et-cliquer sorti en 2006 sur PC. Développé par White Birds Productions et édité par Micro Application, le jeu est écrit par Benoît Sokal.

## Synopsis
Le jeu met en scène une jeune femme appelée Malkia, la fille du roi Rodon, dictateur d'un pays fictif en Afrique : la Mauranie.
La jeune fille apprend que son père est malade et qu'il souhaite la revoir, une dernière fois, avant de mourir.
Alors qu'elle est en route pour rejoindre son père, son avion est attaqué par des rebelles et s'écrase dans le désert du nord du pays. Elle réchappe de l'accident, mais lorsqu'elle reprend conscience, elle ne se rappelle plus de son identité, prenant celle d'Ann Smith, ni de ce qu'elle est venue faire en Afrique.

## Accueil
- Adventure Gamers : 3,5/5[1]
- Gamekult : 5/10[2]
- Jeuxvideo.com : 14/20[3]

## Last King of Africa
Last King of Africa est l'adaptation du jeu sur Nintendo DS (éditée par Focus Home Interactive en 2009) et iOS (éditée par Bulkypix en 2010).
Cette adaptation a reçu les notes suivantes de la presse spécialisée : 
- Gamekult : 3/10 (DS)[4]
- Gamezebo : 2/5 (iOS)[5]
- Jeuxvideo.com : 15/20 (DS)[6]
- Pocket Gamer : 7/10 (DS)[7]

## Livres
Pour accompagner la sortie du jeu, l'ouvrage Lost Paradise of Maurania a été édité par Casterman en 2006. Cet ouvrage de 62 pages au format d'une bande dessinée contient de nombreuses esquisses réalisées par Sokal pour le développement du jeu.
Une série de bandes dessinées en quatre tomes illustrée par Brice Bingono intitulée Paradise reprend le scénario du jeu. Elle est sortie de 2005 à 2008.